# یک زندگی پرهیجان
یک زندگی پُرهیجان (انگلیسی: It's a Wild Life) یک فیلم کمدی صامت کوتاه به کارگردانی گیلبرت پرت است که در سال ۱۹۱۸ منتشر شد.

## بازیگران
- هارولد لوید
- اسناب پالرد
- ببه دنیلز
- هلن گیلمور
- سمی بروکس
- لایج کانلی
- لو هاروی
- باد جیمیسون
- فرد سی. نیومیر
- جیمز پروت
- چارلز استیونسون
- استل هَریسون